# Élections législatives de 1876 en Corrèze
Les élections législatives de 1876 ont eu lieu les 20 février et 5 mars 1876.

## Résultats à l'échelle du département
| Partis         | Partis                                | Premier tour | Premier tour | Deuxième tour | Deuxième tour | Sièges |
| Partis         | Partis                                | Voix         | %            | Voix          | %             | Sièges |
| -------------- | ------------------------------------- | ------------ | ------------ | ------------- | ------------- | ------ |
|                | Gauche républicaine, Républicains     | 19 744       | 32,77        | 5 577         | 24,90         | 3      |
|                | Union républicaine                    | 14 555       | 24,16        | 8 138         | 36,34         | 2      |
|                | Légitimistes, Monarchistes            | 13 441       | 22,31        | 3 454         | 15,42         | 0      |
|                | Centre-droit                          | 4 522        | 7,50         | 5 227         | 23,34         | 0      |
|                | Républicains conservateurs            | 3 739        | 6,21         | 57            | 0,25          | 0      |
|                | Bonapartistes                         | 3 731        | 6,19         |               |               | 0      |
|                | Républicains Radicaux, Extrême-gauche | 524          | 0,87         | 0             |               |        |
|                |                                       |              |              |               |               |        |
| Inscrits       | Inscrits                              | 83 712       | 100,00       | 34 855        | 100,00        | 5      |
| Votants        | Votants                               |              |              | 22 611        | 64,87         |        |
| Abstentions    | Abstentions                           |              |              | 12 244        | 35,13         |        |
| Blancs et nuls | Blancs et nuls                        |              |              | 158           | 0,68          |        |
| Exprimés       | Exprimés                              | 60 256       |              | 22 457        | 99,32         |        |

## Résultats par arrondissement

### Arrondissement de Brive

#### 1recirconscription
| Candidats      | Candidats              | Étiquette                | Premier tour | Premier tour | Deuxième tour | Deuxième tour |
| Candidats      | Candidats              | Étiquette                | Voix         | %            | Voix          | %             |
| -------------- | ---------------------- | ------------------------ | ------------ | ------------ | ------------- | ------------- |
|                | Auguste Le Cherbonnier | Union républicaine       | 6 403        | 48,76        | 8 138         | 70,20         |
|                | Paul de Salvandy       | Républicain conservateur | 3 739        | 28,47        | 57            | 0,49          |
|                | Léon de Jouvenel       | Monarchiste              | 2 990        | 22,77        | 3 454         | 29,80         |
|                |                        |                          |              |              |               |               |
| Inscrits       | Inscrits               | Inscrits                 | 17 833       | 100,00       | 17 833        | 100,00        |
| Votants        | Votants                | Votants                  | 13 169       | 73,85        | 11 784        | 66,08         |
| Abstention     | Abstention             | Abstention               | 4 664        | 26,15        | 6 049         | 33,92         |
| Blancs et nuls | Blancs et nuls         | Blancs et nuls           | 20           | 0,15         | 135           | 1,15          |
| Exprimés       | Exprimés               | Exprimés                 | 13 132       | 99,72        | 11 649        | 98,85         |

#### 2ecirconscription
| Candidats      | Candidats                    | Étiquette           | Premier tour | Premier tour |
| Candidats      | Candidats                    | Étiquette           | Voix         | %            |
| -------------- | ---------------------------- | ------------------- | ------------ | ------------ |
|                | Louis Chassaignac de Latrade | Gauche républicaine | 7 967        | 68,11        |
|                | Charles Fauqueux             | Bonapartiste        | 3 731        | 31,89        |
|                |                              |                     |              |              |
| Inscrits       | Inscrits                     | Inscrits            | 15 495       | 100,00       |
| Votants        | Votants                      | Votants             | 11 725       | 75,67        |
| Abstention     | Abstention                   | Abstention          | 3 770        | 24,33        |
| Blancs et nuls | Blancs et nuls               | Blancs et nuls      | 27           | 0,23         |
| Exprimés       | Exprimés                     | Exprimés            | 11 698       | 99,77        |

### Arrondissement de Tulle

#### 1recirconscription
| Candidats      | Candidats          | Étiquette           | Premier tour | Premier tour |
| Candidats      | Candidats          | Étiquette           | Voix         | %            |
| -------------- | ------------------ | ------------------- | ------------ | ------------ |
|                | Adolphe de Chanal  | Gauche républicaine | 6 847        | 53,81        |
|                | Auguste Lestourgie | Monarchiste         | 5 878        | 46,19        |
|                |                    |                     |              |              |
| Inscrits       | Inscrits           | Inscrits            | 15 834       | 100,00       |
| Votants        | Votants            | Votants             | 12 749       | 80,52        |
| Abstention     | Abstention         | Abstention          | 3 085        | 19,48        |
| Blancs et nuls | Blancs et nuls     | Blancs et nuls      | 24           | 0,19         |
| Exprimés       | Exprimés           | Exprimés            | 12 725       | 99,81        |

#### 2ecirconscription
| Candidats      | Candidats      | Étiquette          | Premier tour | Premier tour |
| Candidats      | Candidats      | Étiquette          | Voix         | %            |
| -------------- | -------------- | ------------------ | ------------ | ------------ |
|                | Léon Vacher    | Union républicaine | 8 152        | 64,06        |
|                | De Seilhac     | Légitimiste        | 4 573        | 35,94        |
|                |                |                    |              |              |
| Inscrits       | Inscrits       | Inscrits           | 17 528       | 100,00       |
| Votants        | Votants        | Votants            | 13 126       | 74,89        |
| Abstention     | Abstention     | Abstention         | 4 402        | 25,11        |
| Blancs et nuls | Blancs et nuls | Blancs et nuls     | 401          | 3,06         |
| Exprimés       | Exprimés       | Exprimés           | 12 725       | 96,94        |

### Arrondissement d'Ussel
| Candidats      | Candidats        | Étiquette           | Premier tour | Premier tour | Deuxième tour | Deuxième tour |
| Candidats      | Candidats        | Étiquette           | Voix         | %            | Voix          | %             |
| -------------- | ---------------- | ------------------- | ------------ | ------------ | ------------- | ------------- |
|                | Gabriel Lébraly  | Centre-droit        | 4 522        | 45,33        | 5 227         | 48,38         |
|                | Louis Laumond    | Gauche républicaine | 3 905        | 39,14        | 5 577         | 51,62         |
|                | Raymond Penières | Gauche républicaine | 1 025        | 10,27        |               |               |
|                | Goudounèche      | Extrême-gauche      | 524          | 5,25         |               |               |
|                |                  |                     |              |              |               |               |
| Inscrits       | Inscrits         | Inscrits            | 17 022       | 100,00       | 17 022        | 100,00        |
| Votants        | Votants          | Votants             |              |              | 10 827        | 63,61         |
| Abstention     | Abstention       | Abstention          |              |              | 6 195         | 36,39         |
| Blancs et nuls | Blancs et nuls   | Blancs et nuls      |              |              | 23            | 0,21          |
| Exprimés       | Exprimés         | Exprimés            | 9 976        |              | 10 804        | 99,79         |